# Radnice v Bechyni
Radnice, respektive nová bechyňská radnice, je původně měšťanský dům čp. 2 na náměstí T. G. Masaryka v Bechyni v okrese Tábor v Jihočeském kraji. Objekt, který je sídlem městského úřadu, je zapsaný jako kulturní památka v Ústředním seznamu nemovitých kulturních památek České republiky. Dům čp. 2 je součástí městské památkové zóny Bechyně, vyhlášené 19. listopadu 1990..

## Historie

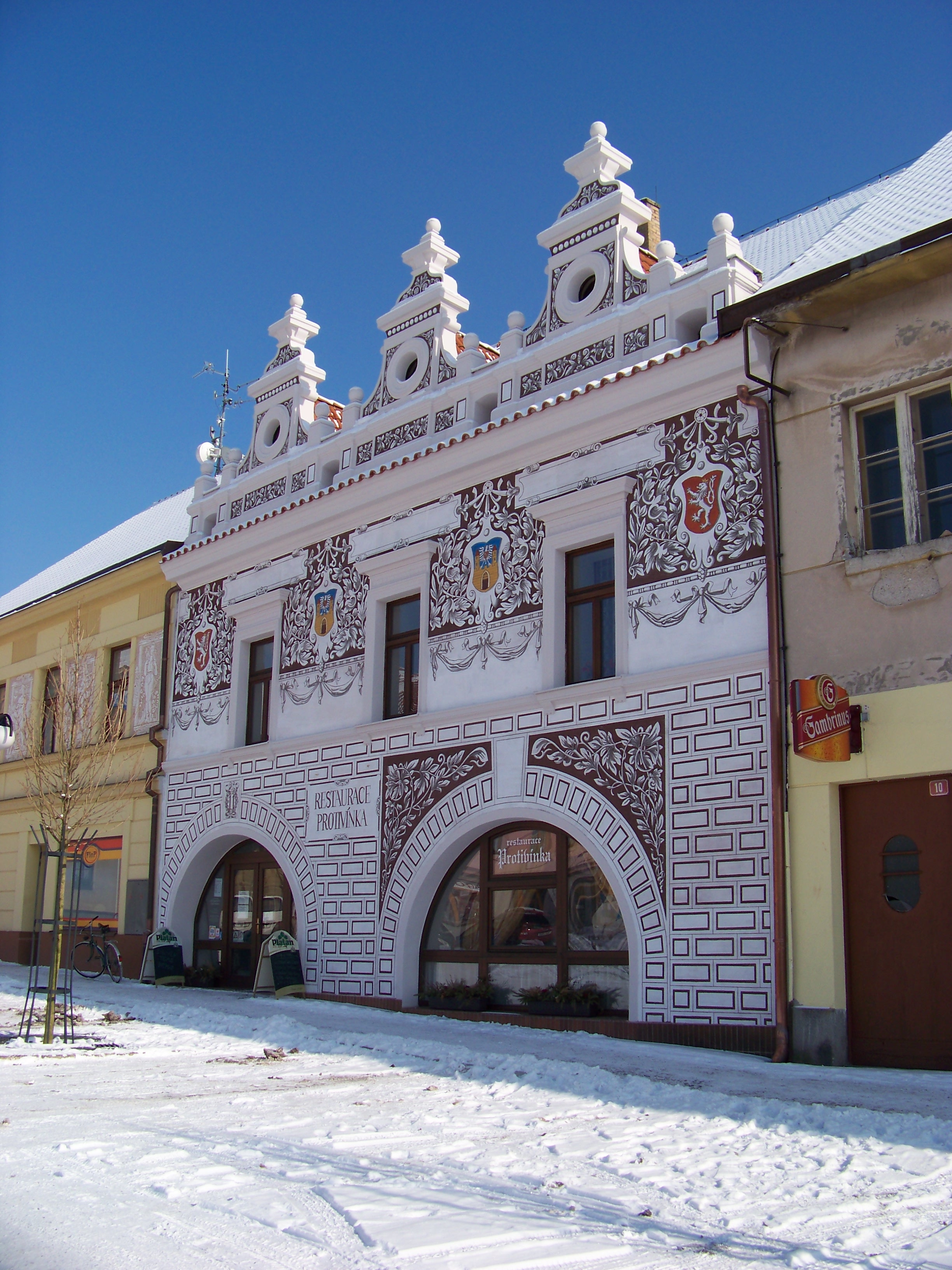
Dům čp. 11, v němž bývala stará radnice

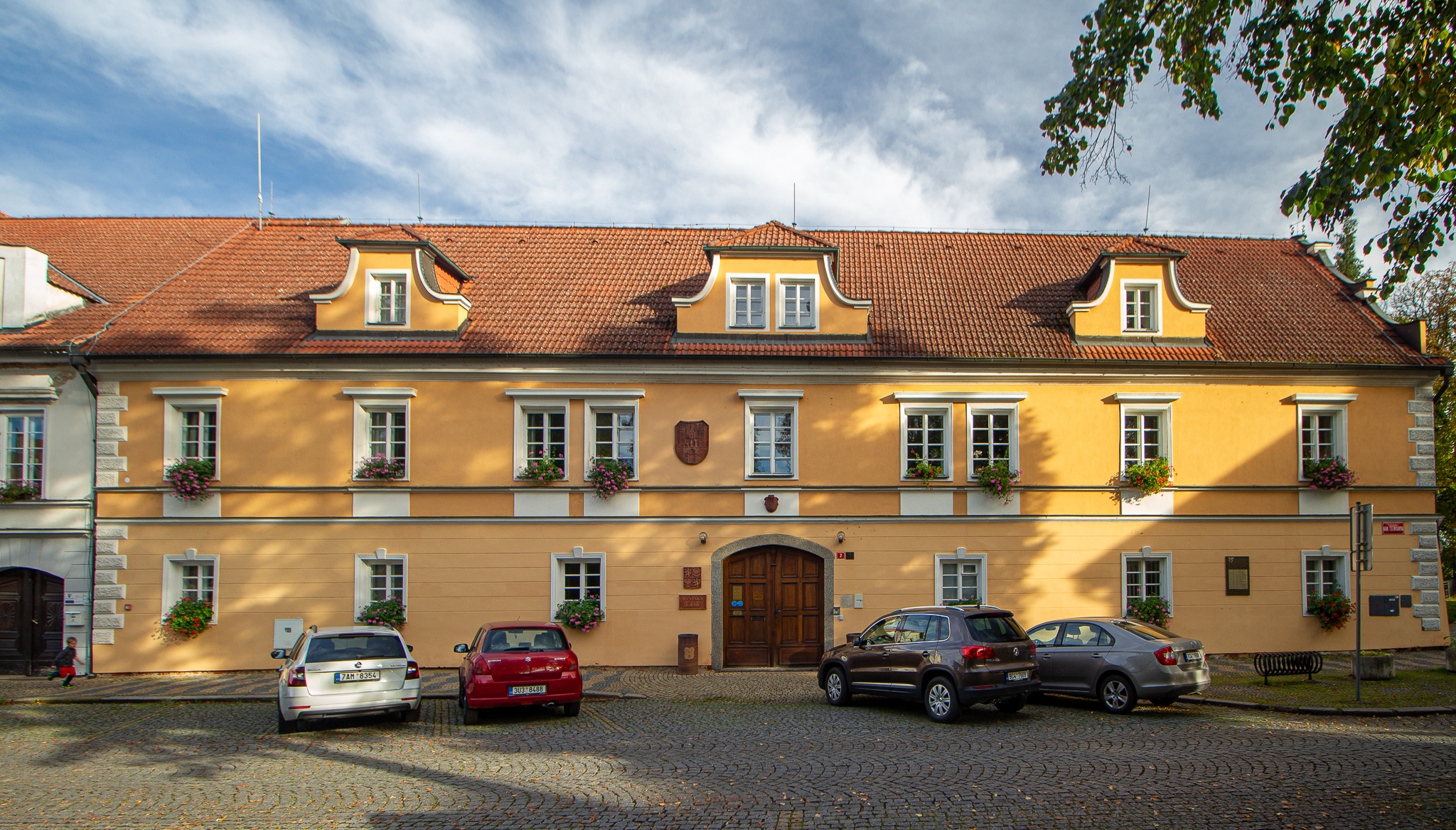
Budova nové radnice

Někdejší stará radnice byla blíže k severovýchodnímu rohu náměstí v domě čp. 11, jehož součástí býval také městský pivovar.
Budova staré radnice vyhořela při velkém požáru města v roce 1712. Po opravě zde však byly radniční kanceláře ještě až do 19. století. V objektu bývalo divadlo a později také kino, v přední části byla zřízena restaurace „Protivínka“. Městský pivovar, který byl v dvorním traktu domu směrem do Klášterní ulice, byl zrušen v roce 1902 a jeho pozůstatky byly později zbořeny.
V 19. století byly radniční kanceláře přemístěny do domu čp. 2, který se nachází na jihovýchodní straně náměstí poblíž vstupu do areálu bechyňského zámku. Původně šlo o vrchnostenský dům z období gotiky, jehož počátky sahají až do 13. století.
Dům čp. 2, který svou stavbou připomíná nedaleký dům čp. 8 „U bílého zvonu“, byl v období renesance důkladně přestavěn a v jeho přední části vzniklo podloubí. Při barokních či pozdějších klasicistních úpravách v následujících staletích bylo toto podloubí zazděno a zcela zaniklo. Podoba, v níž se dům dochoval do 21. století, je dána jeho přestavbou v roce 1828.
V areálu nové radnice byla také městská šatlava a útulek pro zatoulané psy. Od roku 1911 bylo v budově umístěno městské muzeum. V roce 1940 se dům čp. 2 stal sídlem okresního soudu. Po rekonstrukci v roce 1991 je budova nové bechyňské radnice sídlem městského úřadu.

## Popis
Areál č.p. 2 zahrnuje samotný dům, tj. budovu nové radnice, pak východní křídlo, v němž bývalo vězení, a dvůr. Ve dvoře je ještě stodola, objekt s bytem správce a ohradní zeď. Dům  je pozoruhodný především z hlediska množství různých stavebních prvků, dokumentujících jeho vývoj od středověku až po 21. století.
Budova radnice je patrová zděná stavba se sedmi okenními osami na průčelí do náměstí a s vstupním portálem ve střední ose domu. Budova je směrem na jih, tj. k zámku, obrácená zdobeným renesančním štítem zdobeným římsami a pilastry s jednoduchými hlavicemi. Ze střední haly v přízemí je přístup do sklepení, z něhož vede podzemní chodba. Sklepy jsou ve třech výškových úrovních, částečně jsou zděné a zčásti vytesané ve skále.
V přízemí radnice jsou starší renesanční i pozdější plackové klenby. Mezi detaily z období klasicistních úprav patří dveře a portály. Částečně se dochovalo i členění a zařízení někdejší šatlavy ve východním křídle, v jehož přízemí jsou rovněž plackové klenby.

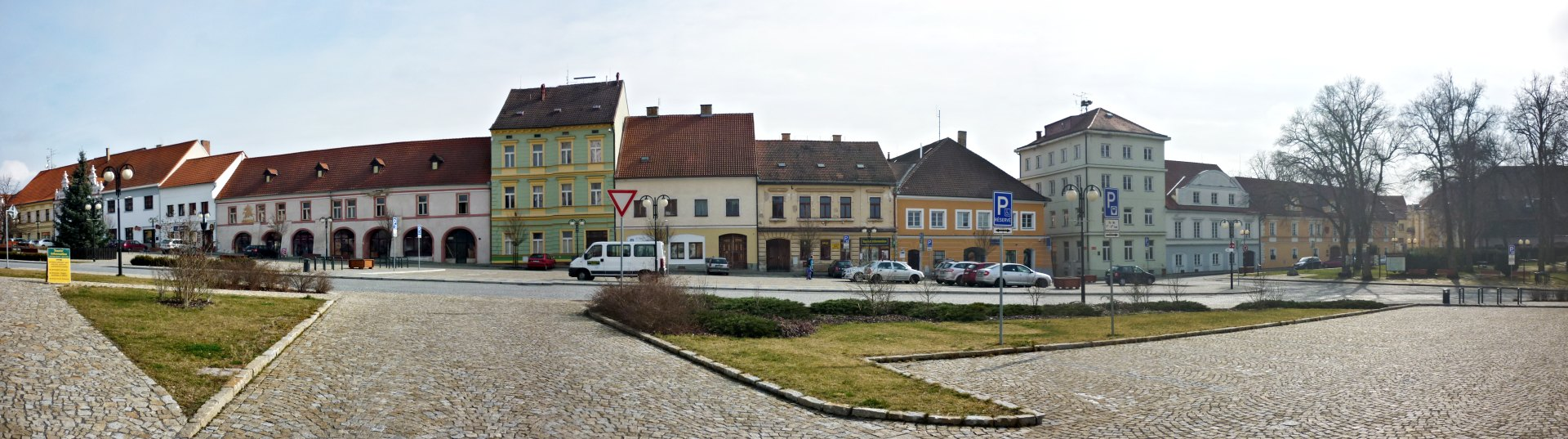
Východní strana náměstí T. G. Masaryka v Bechyni: stará radnice (č.p. 11) je druhá zleva, nová radnice (č.p. 2) druhá zprava. Pátý zleva je dům „U bílého zvonu“ č.p. 8, rovněž chráněný jako kulturní památka.